# Hinton (Virginia Occidentale)
Hinton è un comune degli Stati Uniti d'America, nella contea di Summers nello Stato della Virginia Occidentale.